# Adepero Oduye
Adepero Oduye es una actriz, directora de cine y escritora estadounidense, reconocida principalmente por su papel protagónico en la película de 2011 Pariah, en la que interpretó a Alike, una adolescente afroamericana que debe luchar contra los prejuicios por su lesbianismo. También logró popularidad por sus papeles de reparto en las películas 12 Years a Slave (2013) y La gran apuesta (2015). Todas estas películas recibieron premios y fueron aclamadas internacionalmente.

## Biografía
Nacida en Brooklyn, Nueva York, como una de los siete hijos de una pareja nigeriana. Al principio tenía el deseo de convertirse en doctora, por lo que comenzó a estudiar medicina en la Universidad de Cornell. Abandonó los estudios a los 19 años después de la repentina muerte de su padre y decidió convertirse en actriz.

## Filmografía

### Cine y televisión
| Año  | Título                            | Papel                          | Notas               |
| ---- | --------------------------------- | ------------------------------ | ------------------- |
| 2002 | Water                             |                                | Corto               |
| 2004 | Fall                              |                                | Corto               |
| 2004 | On the Outs                       | Adepero                        |                     |
| 2005 | Law & Order                       | Traci Sands                    | Serie de televisión |
| 2006 | Thee and a Half Thoughts          |                                | Corto               |
| 2006 | Half Nelson                       | Fumadora de crack              |                     |
| 2006 | The Tested                        | Madre                          | Corto               |
| 2006 | Law & Order: Criminal Intent      | Jackie                         | Serie de televisión |
| 2007 | Pariah                            | Alike                          | Corto               |
| 2007 | Wifey                             | Kadijah                        | Telefilme           |
| 2009 | Sub Rosa                          | Ayesha                         | Corto               |
| 2009 | If I Leap                         | Zipporah                       | Corto               |
| 2009 | The Unusuals                      | Regina Plank                   | Serie de televisión |
| 2010 | This Is Poetry                    | Esposa                         | Corto               |
| 2010 | Tags                              | Shayla Johns                   | Corto               |
| 2010 | Louie                             | Tarese                         | Serie de televisión |
| 2011 | Men in Love                       | Leo's Ex                       | Corto               |
| 2011 | Pariah                            | Alike                          |                     |
| 2012 | Steel Magnolias                   | Annelle Dupuy Desoto           | Telefilme           |
| 2013 | The Door                          | L                              | Corto               |
| 2013 | 12 Years a Slave                  | Eliza                          |                     |
| 2015 | My Name Is David                  |                                |                     |
| 2015 | Artemis Fall                      | Aiden Collins                  | Corto               |
| 2015 | Outliving Emily                   | Meg                            |                     |
| 2015 | The Big Short                     | Kathy Tao                      |                     |
| 2017 | Geostorm                          | Adisa                          |                     |
| 2018 | Galveston                         | Loraine                        |                     |
| 2018 | Widows                            | Breechelle                     |                     |
| 2018 | Wanderland                        | ANAIS – The Master of the Wind | Cortometraje        |
| 2020 | Tazmanian Devil                   | Elizabeth Ayodele              |                     |
| 2019 | When They See Us                  | Nomsa Brath                    | Miniseries          |
| 2021 | The Falcon and the Winter Soldier | Sarah Wilson                   | 3 episodios         |